# Sonnewalde
Sonnewalde (dolnołuż. Groźišćo) – miasto w Niemczech, w kraju związkowym Brandenburgia, w powiecie Elbe-Elster.

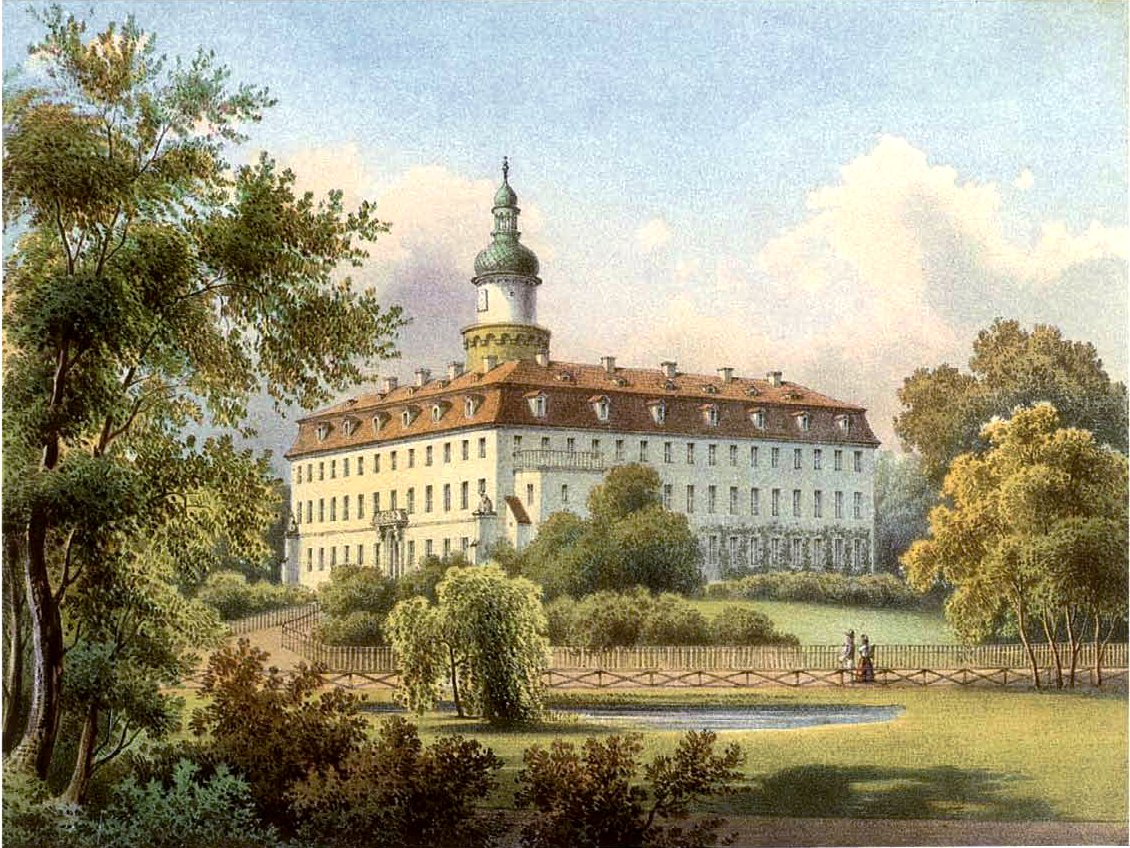
Palace Sonnewalde, around 1860, Edition by Alexander Duncker

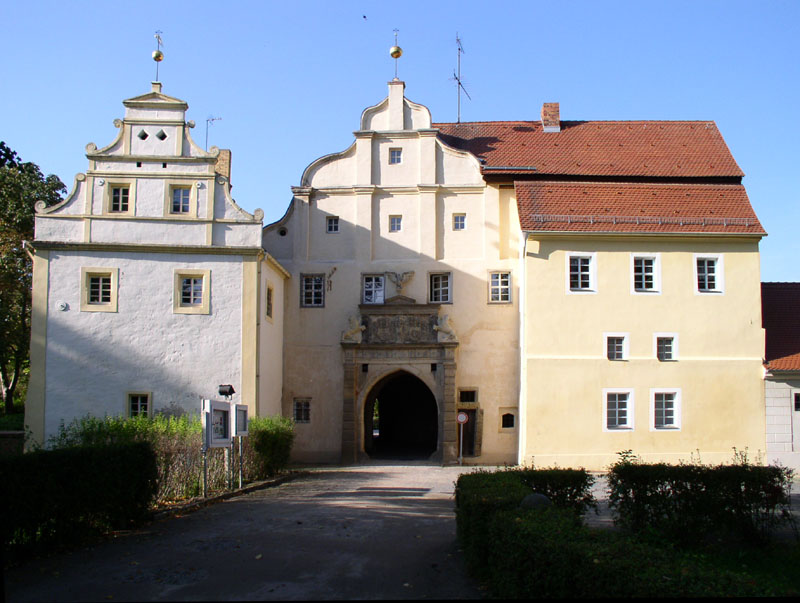
Zamek